# Авганистан на Светском првенству у атлетици на отвореном 2009.
Авганистан је на Светском првенству у атлетици на отвореном 2009. одржаном у Берлину од 15. до 23. августа учествовао четврти пут, односно учествовао је на СП 1983, 2003 и 2007 пре овог првенства. Репрезентацију Авганистана представљало је двоје такмичара (1 мушкарац и 1 жена) у трци на 100 метара.
На овом првенству Авганистан није освојио ниједну медаљу али су оборена два лична рекорда сезоне.

## Учесници
| Мушкарци: - Масуд Азизи — 100 м | Жене: - Robina Muqimyar — 100 м |  |

## Резултати

### Мушкарци
| Атлетичар   | Дисциплина | Лични рекорд | Квалификације | Квалификације | Група                | Група                | Полуфинале           | Полуфинале           | Финале               | Финале       | Детаљи |
| Атлетичар   | Дисциплина | Лични рекорд | Резултат      | Место         | Резултат             | Место                | Резултат             | Место                | Резултат             | Место        | Детаљи |
| ----------- | ---------- | ------------ | ------------- | ------------- | -------------------- | -------------------- | -------------------- | -------------------- | -------------------- | ------------ | ------ |
| Масуд Азизи | 100 м      | 11,11 НР     | 11,79 ЛРС     | 8. у гр 4     | Није се квалификовао | Није се квалификовао | Није се квалификовао | Није се квалификовао | Није се квалификовао | 88 / 90 (92) |        |

### Жене
| Атлетичарка     | Дисциплина | Лични рекорд        | Квалификације | Квалификације | Група                 | Група                 | Полуфинале            | Полуфинале            | Финале                | Финале       | Детаљи |
| Атлетичарка     | Дисциплина | Лични рекорд        | Резултат      | Место         | Резултат              | Место                 | Резултат              | Место                 | Резултат              | Место        | Детаљи |
| --------------- | ---------- | ------------------- | ------------- | ------------- | --------------------- | --------------------- | --------------------- | --------------------- | --------------------- | ------------ | ------ |
| Robina Muqimyar | 100 м      | 14,14 (−0,3 м/с) НР | 14,24 ЛРС     | 7. у гр 4     | Није се квалификовала | Није се квалификовала | Није се квалификовала | Није се квалификовала | Није се квалификовала | 60 / 61 (63) |        |